# Route nationale 683
Die Route nationale 683, kurz N 683 oder RN 683, war eine französische Nationalstraße.
Sie wurde 1933 in das Straßennetz aufgenommen und führte zunächst zwischen einer Kreuzung mit der Nationalstraße 89 südwestlich von Clermont-Ferrand und einer Kreuzung mit der Nationalstraße 496 östlich von Le Mont-Dore festgelegt wurde. 1941 wurde die Straße zwischen Le Mont-Dore und einem Wanderparkplatz für den Puy de Sancy der Straße zugeschlagen. Seit 1973 hat sie den Status einer Départementstraße. Ihre Gesamtlänge betrug 26,5 Kilometer.